# Geoffrey z Monmouth

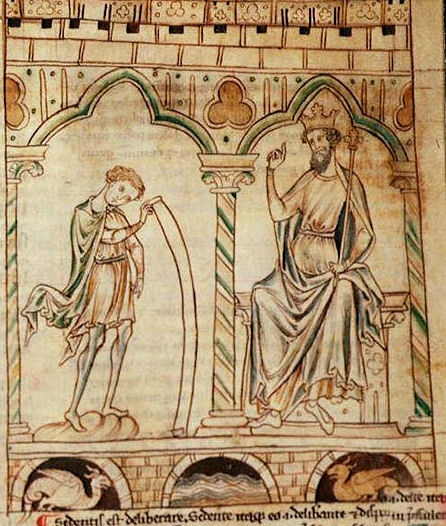
Rycina z dzieła Prophetiae Merlini Geoffreya z Monmouth

Geoffrey z Monmouth, inaczej Godfryd z Monmouth, Geoffrey of Monmouth (ur. ok. 1100, zm. ok. 1154) – walijski duchowny i kronikarz piszący po łacinie, twórca dzieła Historia Regum Britanniae.
Po zakończeniu studiów na Oksfordzie był archidiakonem w Llandaff lub Monmouth. W roku 1152 dostąpił godności biskupiej w St Asaph.
Geoffrey z Monmouth napisał kilka ważnych dzieł. Najprawdopodobniej pierwszym było Prophetiae Merlini (Przepowiednie Merlina), które napisał przed rokiem 1135. Cieszyło się dużą poczytnością i uznaniem. Było to pierwsze dzieło o tym sławnym czarodzieju napisane w innym języku niż bretoński.
Następne i najlepiej znane jego dzieło to Historia Regum Britanniae, czyli „Historia królów Brytanii” z roku 1136, wydana w języku angielskim w 1508. Cofnąwszy się do początków świata, Geoffrey przedstawił swoisty mit założycielski Albionu, opisał jego pierwszych mieszkańców (olbrzymów zrodzonych ze związków Albiny i jej towarzyszek z demonami), a następnie wywiódł ród Brytów od Bruta, potomka Eneasza, przydając w ten sposób bardzo pożądanego splendoru wszystkim przyszłym pokoleniom mieszkańców wyspy (modna była wówczas koncepcja translatio studii et imperii – dziedziczenia wiedzy i władzy, a także szlachetnej natury, po starożytnych Grekach i Rzymianach). Brut miał zbudować pierwszą brytyjską cywilizację; z powodu jego trojańskiego pochodzenia Londyn bywał w średniowieczu nazywany „Nową Troją” (Troynovante).
W tym samym dziele pojawiła się również informacja o budowie Stonehenge, przy którym to pracować miał czarodziej Merlin oraz mityczne olbrzymy.
W Historii... Geoffrey poświęcił sporo miejsca królowi Arturowi, a także wspomniał króla Lira. Oparte na ustnych przekazach, legendach i bujnej wyobraźni Geoffreya dzieło nie ma większego znaczenia historycznego, wywarło jednak przemożny wpływ na literaturę angielską. Na relacji Geoffreya oparty jest epos Jacoba Hildebranda Brutus the Trojan, Founder of the British Empire: An Epic Poem.
Ostatnie dzieło Geoffreya z Monmouth, Vita Merlini (Żywot Merlina), powstało między 1149 a 1151.